# Pantà d'Abegondo-Cecebre
El Pantá d'Abegondo-Cecebre és un indret creat per un pantà construït el 1975 per proveir a la ciutat de la Corunya a la confluència dels rius Barcés i Mero protegit com Lloc d'Importància Comunitària situat a la província de la Corunya, comunitat autònoma de Galícia. L'espai natural té una extensió de 493,41 ha. i va ser aprovat el 2006 com a LIC.

## Municipis
S'estén pels municipis de:
- Abegondo
- Betanzos
- Cambre
- Carral
- Oza-Cesuras

## Característiques
Els seus boscos de ribera, estanys temporals i estanys eutròfics són l'hàbitat de nombroses espècies d'aus, rèptils i mamífers. La superfície de la conca és de 228 km² i elpantà de 363 ha i té una capacitat de 22 milions de metres cúbics. Assoleix una longitud màxima de 2,8 quilòmetres i una profunditat màxima de 15 metres. La profunditat mitjana no supera els 5,9 metres, amb grans àrees d'aigües poc profundes, enfront dels 2 metres. L'amplada màxima de la presa es troba en el vessant del riu Mero. El nivell d'inundació més alta s'assoleix al final de l'hivern i a la primavera. Les seccions dels rius inclosos al LIC també cobreixen aproximadament 4,9 km del riu Barcés i 3,8 quilòmetres del riu Mero destaca per la conservació del bosc a la vora de les costes natives.

## Flora i fauna
Al el seu lloc estan presents una sèrie d'hàbitats d'interès comunitari inclosos en la Directiva 92/43 / CEE:
- Aigües oligotròfiques amb un contingut de minerals molt baix de les planes arenoses (Littorelletàlia uniflorae).
- Llacs eutròfics vegetació natural Magnopotamion o Hydrocharition.
- Estanys temporals mediterranis.
- Formacions herboses amb Nardus, amb nombroses espècies en substrats silicis zones muntanyoses.
- Boscos al·luvials amb Alnus glutinosa i Fraxinus excelsior.

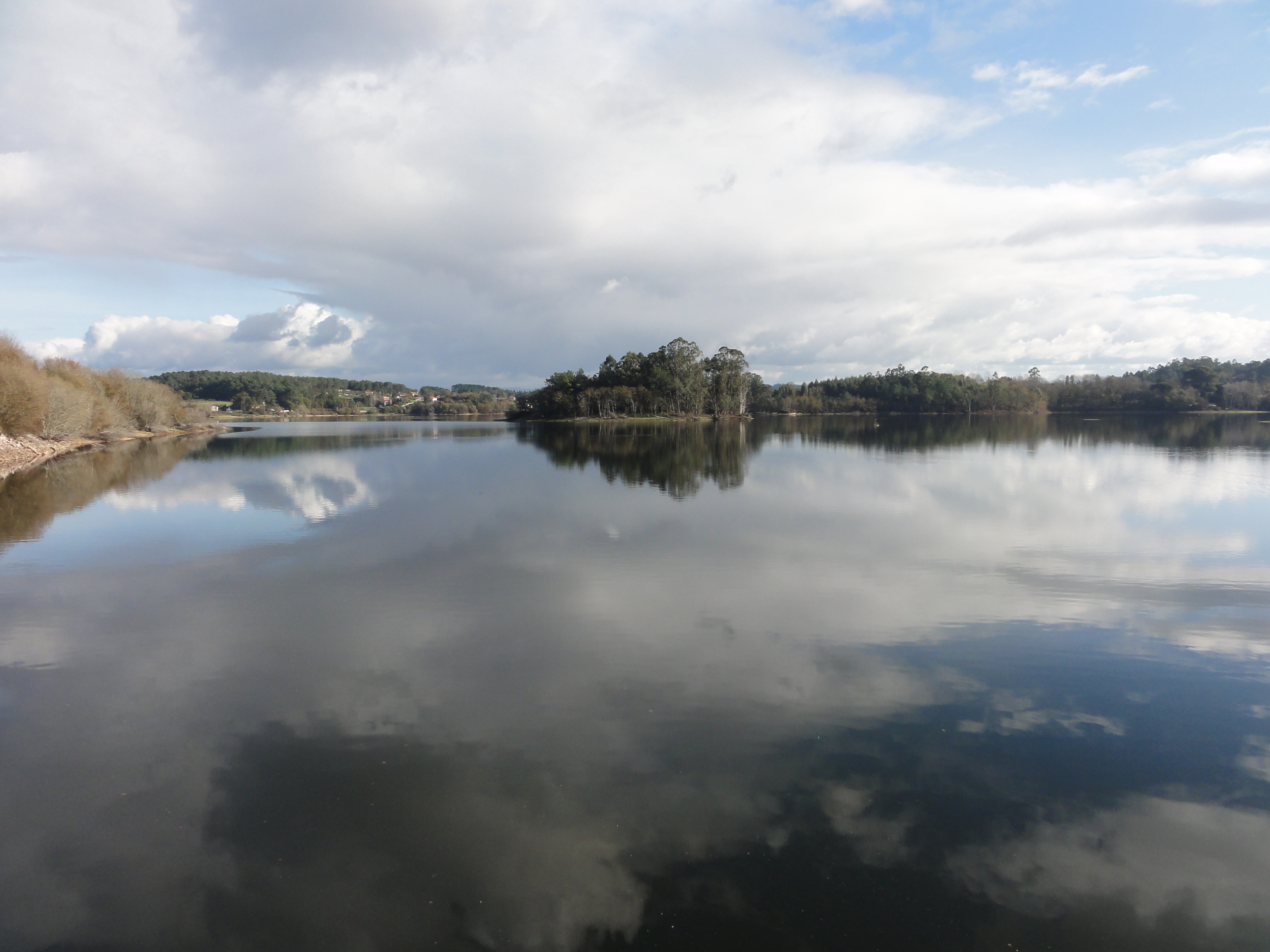
Pantà d'Abegondo-Cecebre.
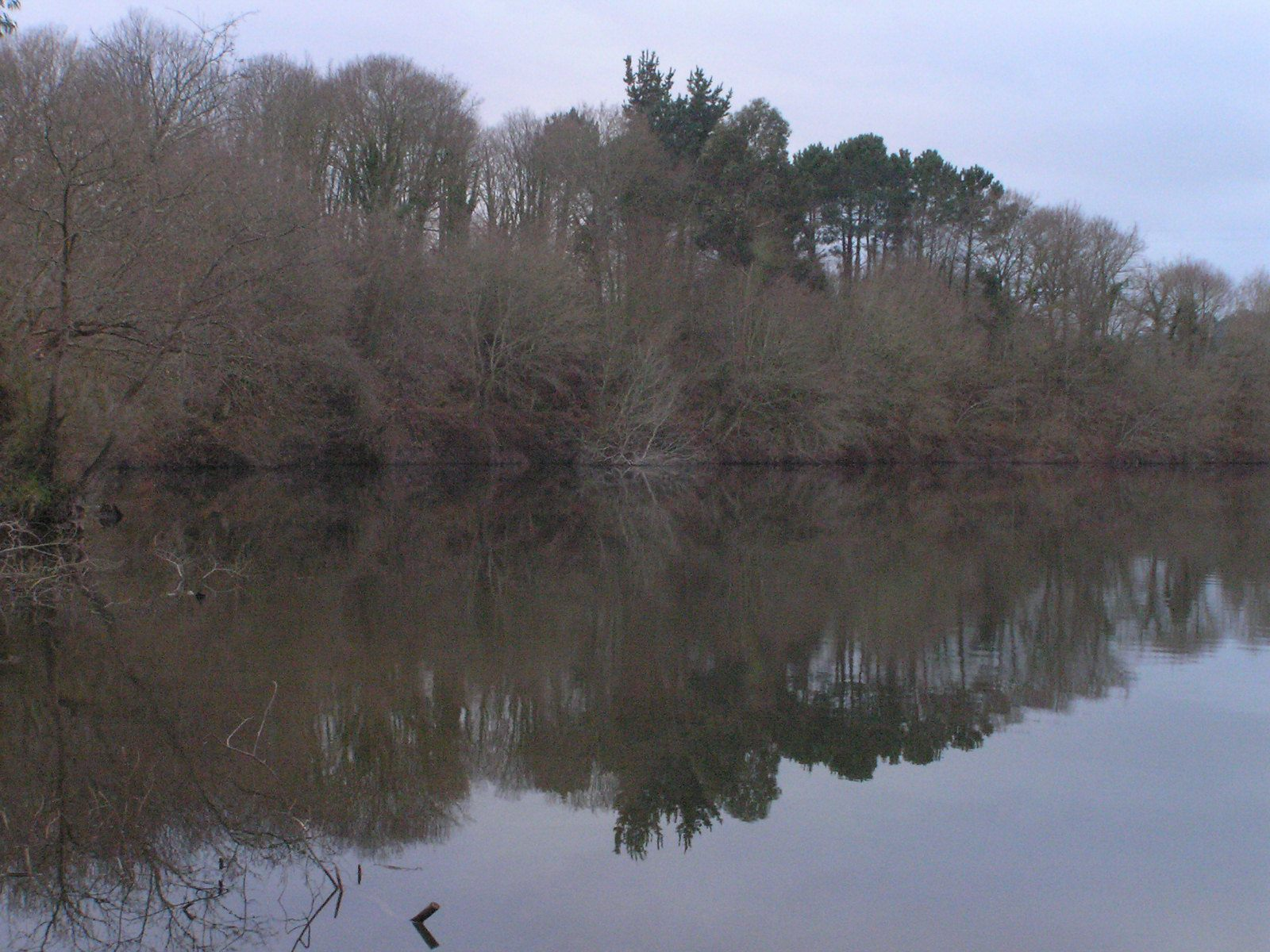
Ribera del pantà d'Abegondo-Cecebre.
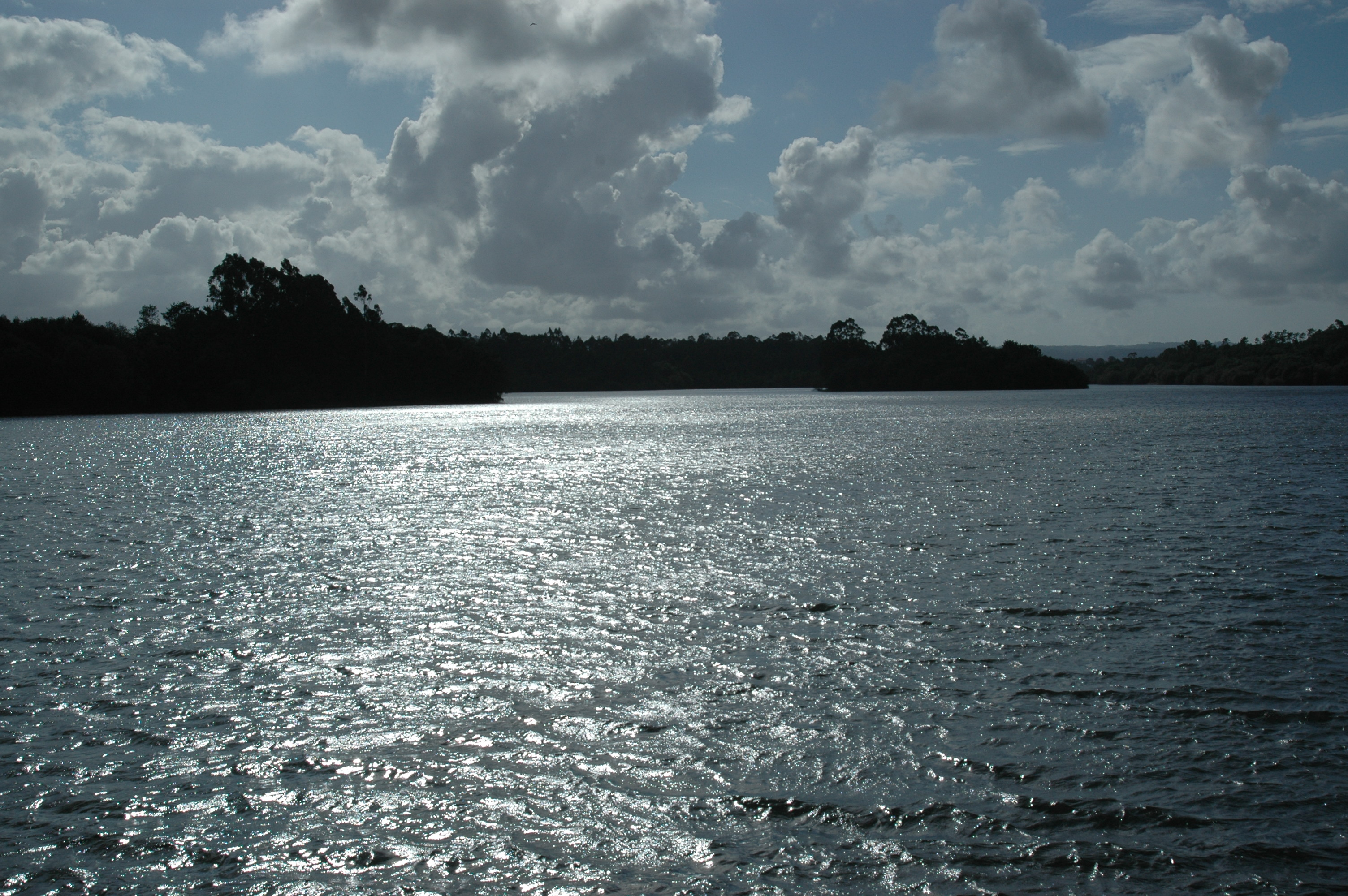
Vista del pantà d'Abegondo-Cecebre.

La lista de especies con interés de conservación en LIC son las siguientes:
| Grup     | Espècies                     |
| Insectes | Coenagrion mercuriale        |
| Insectes | Elona quimperiana            |
| Insectes | Geomalacus maculosus         |
| Insectes | Lucanus cervus               |
| Peixos   | Pseudochondrostoma polylepis |
| Amfibis  | Discoglossus galganoi        |
| Amfibis  | Hyla arborea                 |
| Amfibis  | Rana iberica                 |
| Amfibis  | Triturus boscai              |
| Rèptils  | Coronella austriaca          |
| Rèptils  | Lacerta monticola            |
| Rèptils  | Lacerta schreiberi           |
| Rèptils  | Natrix natrix                |
| Aus      | Accipiter gentilis           |
| Aus      | Acrocephalus paludicola      |
| Aus      | Acrocephalus scirpaceus      |
| Aus      | Alcedo atthis                |
| Aus      | Anas clypeata                |
| Aus      | Anas crecca                  |
| Aus      | Anas penelope                |
| Aus      | Anas platyrhynchos           |
| Aus      | Anas querquedula             |
| Aus      | Anas strepera                |
| Aus      | Ardea cinerea                |
| Aus      | Ardea purpurea               |
| Aus      | Aythya ferina                |
| Aus      | Aythya fuligula              |
| Aus      | Chioglossa lusitanica        |
| Aus      | Chlidonias niger             |
| Aus      | Circus aeruginosus           |
| Aus      | Emberiza schoeniclus         |
| Aus      | Falco columbarius            |
| Aus      | Falco peregrinus             |
| Aus      | Falco subbuteo               |
| Aus      | Fulica atra                  |
| Aus      | Gallinago gallinago          |
| Aus      | Ixobrychus minutus           |
| Aus      | Milvus migrans               |
| Aus      | Nycticorax nycticorax        |
| Aus      | Pandion haliaetus            |
| Aus      | Phalacrocorax carbo          |
| Aus      | Phalacrocorax carbo sinensis |
| Aus      | Philomachus pugnax           |
| Aus      | Platalea leucorodia          |
| Aus      | Porzana porzana              |
| Aus      | Tringa glareola              |
| Aus      | Tringa ochropus              |
| Aus      | Vanellus vanellus            |
| Mamífers | Galemys pyrenaicus           |
| Mamífers | Lutra lutra                  |
| Mamífers | Mustela erminea              |
| Mamífers | Myotis myotis                |
| Mamífers | Plecotus auritus             |
| Mamífers | Rhinolophus ferrumequinum    |
| Mamífers | Rhinolophus hipposideros     |
| Flora    | Narcissus cyclamineus        |
| Flora    | Sphagnum pylaisii            |